# Korko-Mossi
Ne doit pas être confondu avec Korko-Peulh.
Korko-Mossi est une localité située dans le département de Barsalogho de la province du Sanmatenga dans la région Centre-Nord au Burkina Faso.

## Géographie
Vaste localité dispersée en plusieurs petits centres d'habitation relativement éloignés les uns des autres, Korko-Mossi se situe à une quinzaine de kilomètres au nord de Barsalogho, le chef-lieu du département, à environ 22 km au sud-ouest de Pensa et à environ 70 km au nord-est de Kaya.

## Histoire
À la fin des années 2010, toute la zone nord du département de Barsalogho connaît des attaques terroristes djihadistes entrainant des déplacements massifs de milliers de déplacés internes qui quittent les villages isolés. Ainsi, Korko subit une attaque d'un groupe armé le 7 et 8 juillet 2019 faisant six morts dans le village.

## Économie
L'économie de Korko est essentiellement pastorale.

## Éducation et santé
Le centre de soins le plus proche de Korko-Mossi est le centre médical avec antenne chirurgicale (CMA) de Barsalogho tandis que le centre hospitalier régional (CHR) se trouve à Kaya.
Korko-Mossi possède une école primaire publique.